# Смит, Седрик
Седрик Алан Смит (англ. Cedric Alan Smith; родился 21 сентября 1943, Борнмут) — канадский актёр, писатель и музыкант. Наибольшую популярность приобрел, сыграв Алека Кинга в сериале Дорога в Эйвонли и озвучив Профессора Икс в мультсериале Люди Икс.

## Биография
Седрик Смит родился 21 сентября 1943 в Борнмуте, Гэмпшир,
Англия. Когда будущему актёру было десять, его семья переехала в Канаду. В 1961 году он покинул среднюю школу в надежде стать певцом. В то время Седрик был членом музыкальной группы Perth County Conspiracy и написал для неё несколько песен. Начиная с 1963 года, долгое время выступал в кофейне «Lemon Tree» в Дейтоне, США. Помимо этого он увлекался произведениями Шекспира. В середине шестидесятых Седрик пел в кафе «Ebony Knight» на главной улице в Гамильтоне. В 1967 и 1968 годах также выступал в кафе «Black Swan» в Стратфорде.
Ранее был женат на актрисе Кэтрин Дишер.

## Фильмография
| Год  | Название                             | Роль                       | Примечание                                     |
| ---- | ------------------------------------ | -------------------------- | ---------------------------------------------- |
| 1977 | Who Has Seen the Wind                | Доктор Сварич              |                                                |
| 1979 | Беспутная компания                   | "Кузнец" Гарри Блэк        |                                                |
| 1985 | Bayo                                 | Squid Hayman               |                                                |
| 1985 | Samuel Lount                         | Уильям Лайон Макензи       |                                                |
| 1985 | Энн из Зелёных крыш                  | преподобный Аллан          |                                                |
| 1988 | The Suicide Club                     | Пол Стивенс на телевидении |                                                |
| 1989 | Тысячелетие                          | Eli Seibel                 |                                                |
| 1993 | Letter from Francis                  | Отец Тремблэй              | Короткометражка                                |
| 1995 | Butterbox Babies                     | Фрэнк Дэвис                |                                                |
| 1995 | Титаника                             | (Голос)                    |                                                |
| 1995 | Witchboard III: The Possession       | Фрэнсис                    |                                                |
| 1998 | Спящие собаки могут врать            | Дж. Дж. Галлахер           |                                                |
| 2003 | The Visual Bible: The Gospel of John | Каиафа                     |                                                |
| 2004 | Raymond Radcliffe                    | Фредерик Рэдклифф          | Короткометражка                                |
| 2005 | Anne: Journey to Green Gables        | (Голос)                    | Видео                                          |
| 2010 | Verona'                              | Дин Август                 | Короткометражка                                |
| 2014 | The Dependables                      | Пол Стэнси                 | Ранее фильм был известен, как "Pride of Lions" |
| 2014 | The Christmas Switch                 | Сэм Уэллс                  |                                                |
| 2015 | Life on Juniper                      | Барри                      | Короткометражка                                |